# Městská knihovna Třeboň
Městská knihovna Třeboň je veřejná knihovna s univerzálním knihovním fondem, pověřená výkonem regionálních funkcí. Jde o  příspěvkovou organizaci, jejímž zřizovatelem je město Třeboň. Instituce poskytuje knihovnické a informační služby a její součástí jsou tři další pobočky, a to v Branné, Břilicích, a Staré Hlíně. Knihovna má bezbariérový přístup.

## Současnost
V roce 2020 měla knihovna pět zaměstnanců a registrovala 1161 čtenářů. V roce 2018 ve fondu disponovala 45 081 položkami.

## Oddělení knihovny
Městská knihovna disponuje následujícími odděleními:
- Půjčovna pro dospělé
- Studovna
- Půjčovna pro děti a mládež
- Regionální oddělení

## Služby
Městská knihovna Třeboň nabízí následující knihovnické a informační služby:
- výpůjčky knih z místního a regionálního fondu
- výpůjčky časopisů
- prodej knih
- prezenční půjčování a studium knih v knihovně
- zajištění výpůjčky z jiné knihovny v rámci České republiky prostřednictvím meziknihovní výpůjční služby
- setkávání, besedy, autorská čtení, dílny
- kopírování a tisk
- veřejný internet
- zprostředkování výpůjčky ze zahraniční knihovny prostřednictvím mezinárodní meziknihovní výpůjční služby
- možnost vrácení knih mimo otvírací dobu knihovny

### Vzdělávání a kultura
- besedy a přednášky na nejrůznější témata
- knihovnicko-informační výchova pro ZŠ a SŠ
- Virtuální univerzita třetího věku
- projekty Už jsem čtenář – Knížka pro prvňáčka a Bookstart
- Noc s Andersenem – pro dětské čtenáře, kteří mají v knihovně večerní program a mohou i v knihovně přenocovat
- výstavy

### Další aktivity
- Semínkovna
- Kurzy Drátkování
- Seberozvojový kurz pro matky na rodičovské dovolené
- Přednášky pro veřejnost související s pečovatelstvím a první pomocí (Úvod do ošetřování v domácím prostředí, První pomoc jinak)
- Dobročinné bazary
- Slavnostní předávání průkazek do knihovny prvňáčkům z třeboňských ZŠ

## Galerie

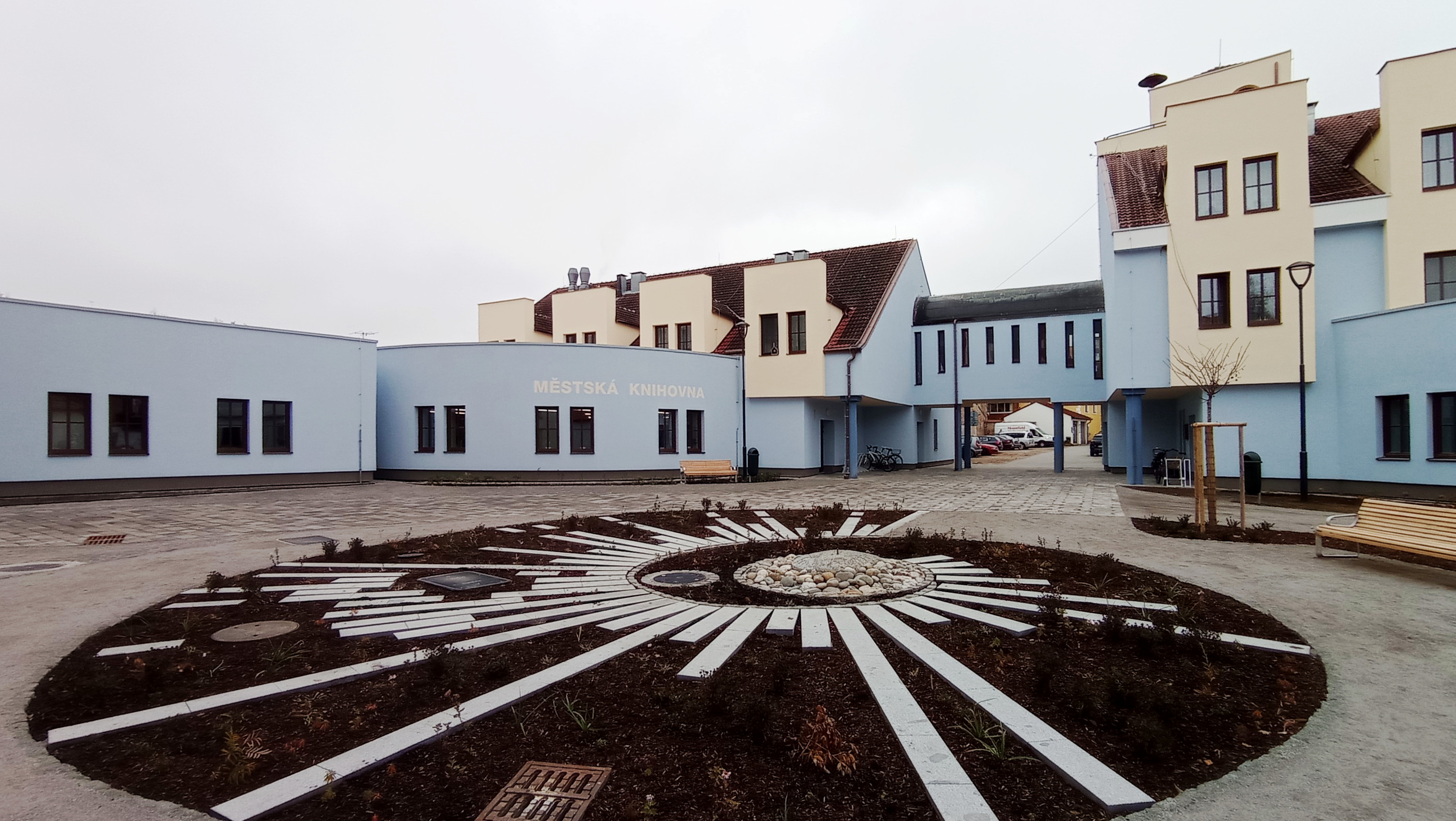
Nádvoří před vchodem do knihovny
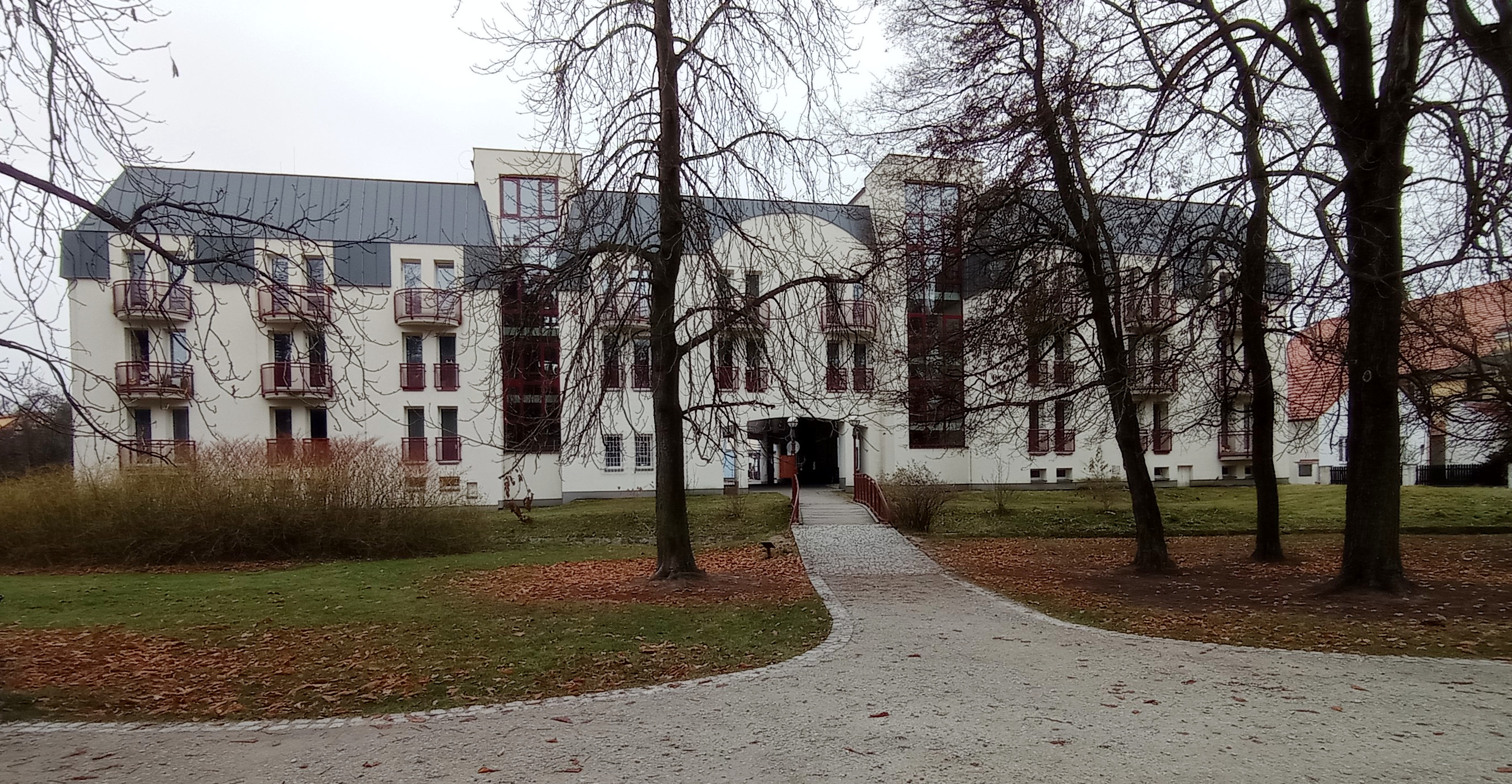
Pohled od zámeckého parku
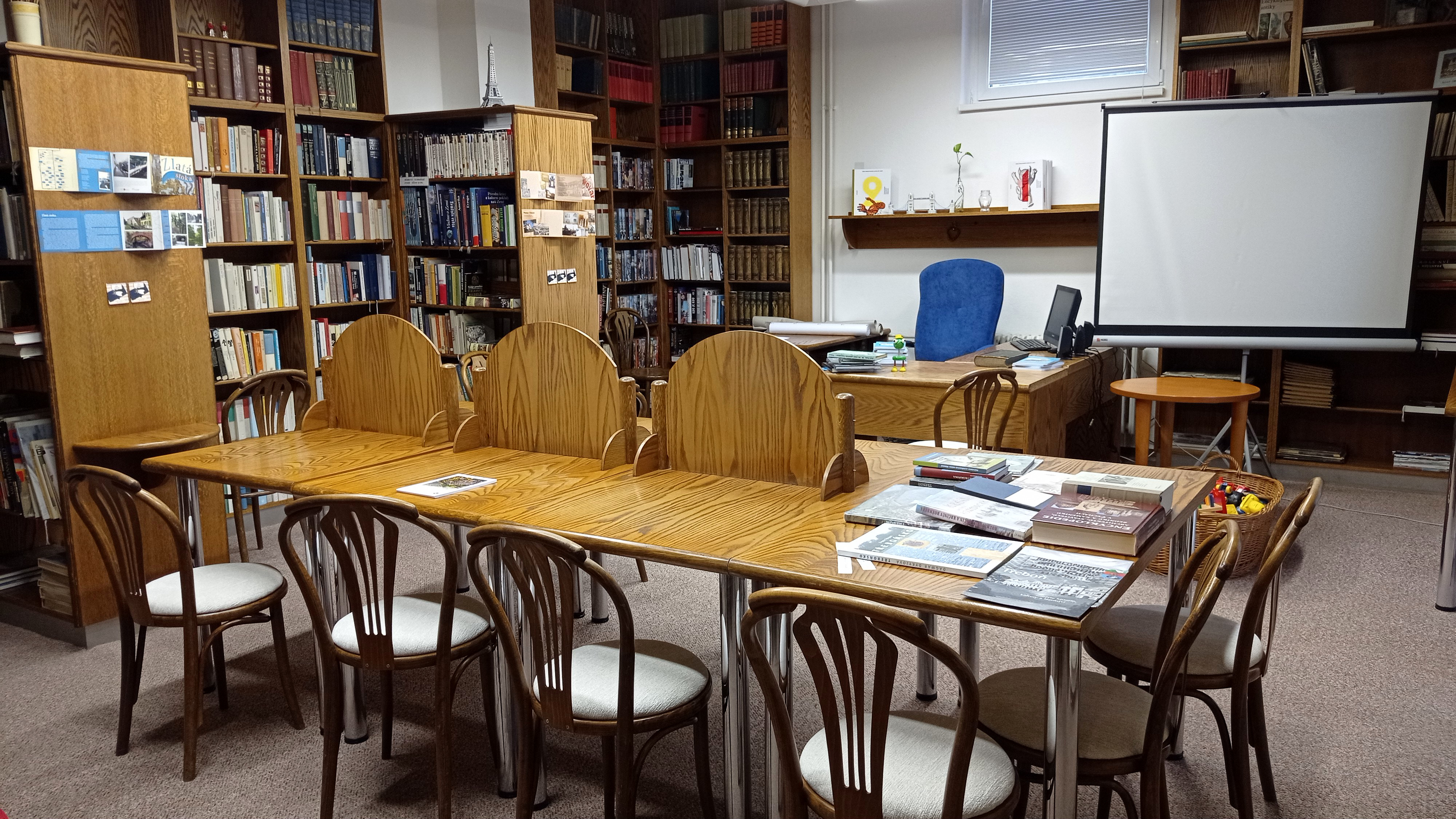
Studovna
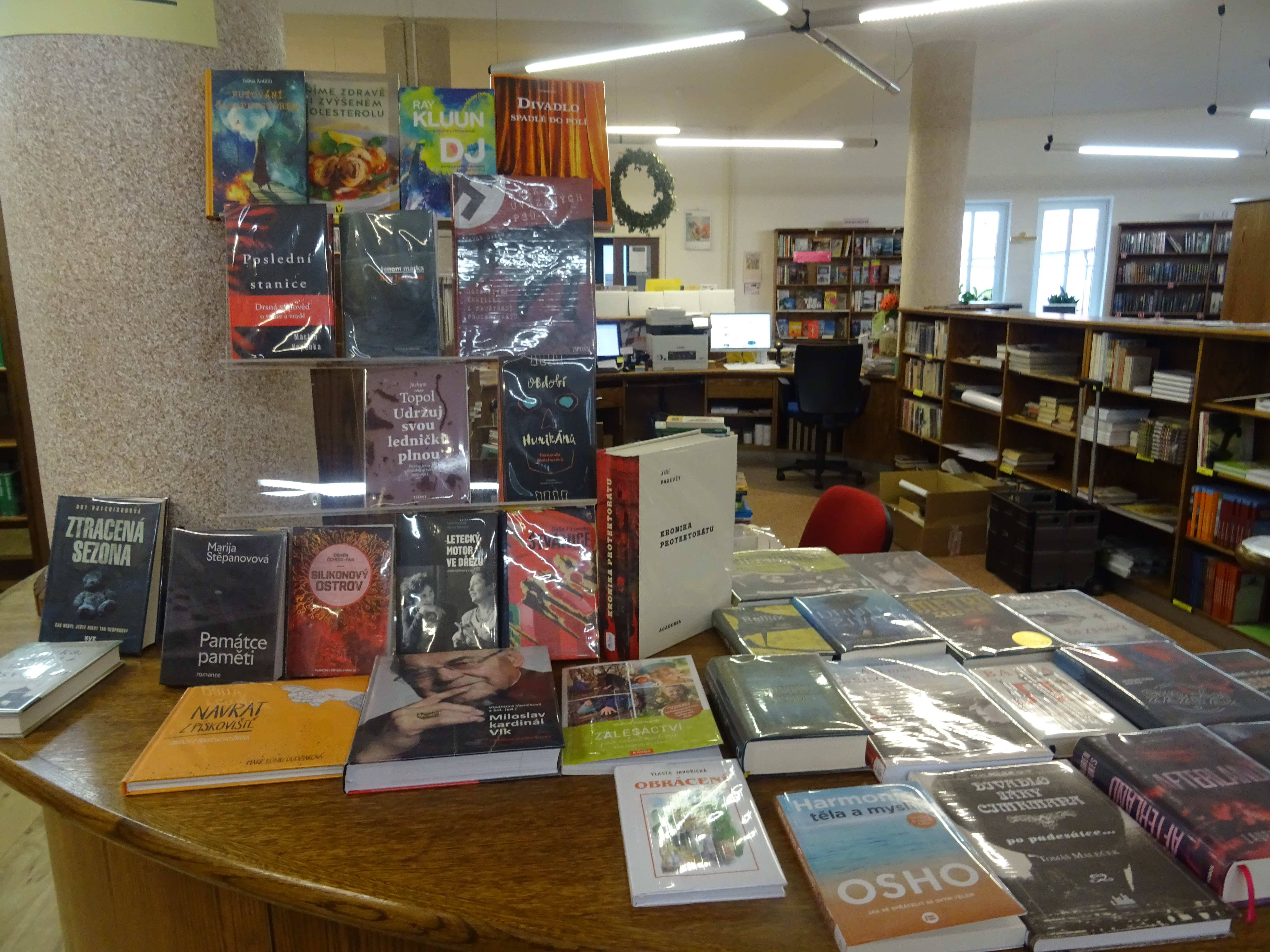
Výstavka nových knih k vypůjčení
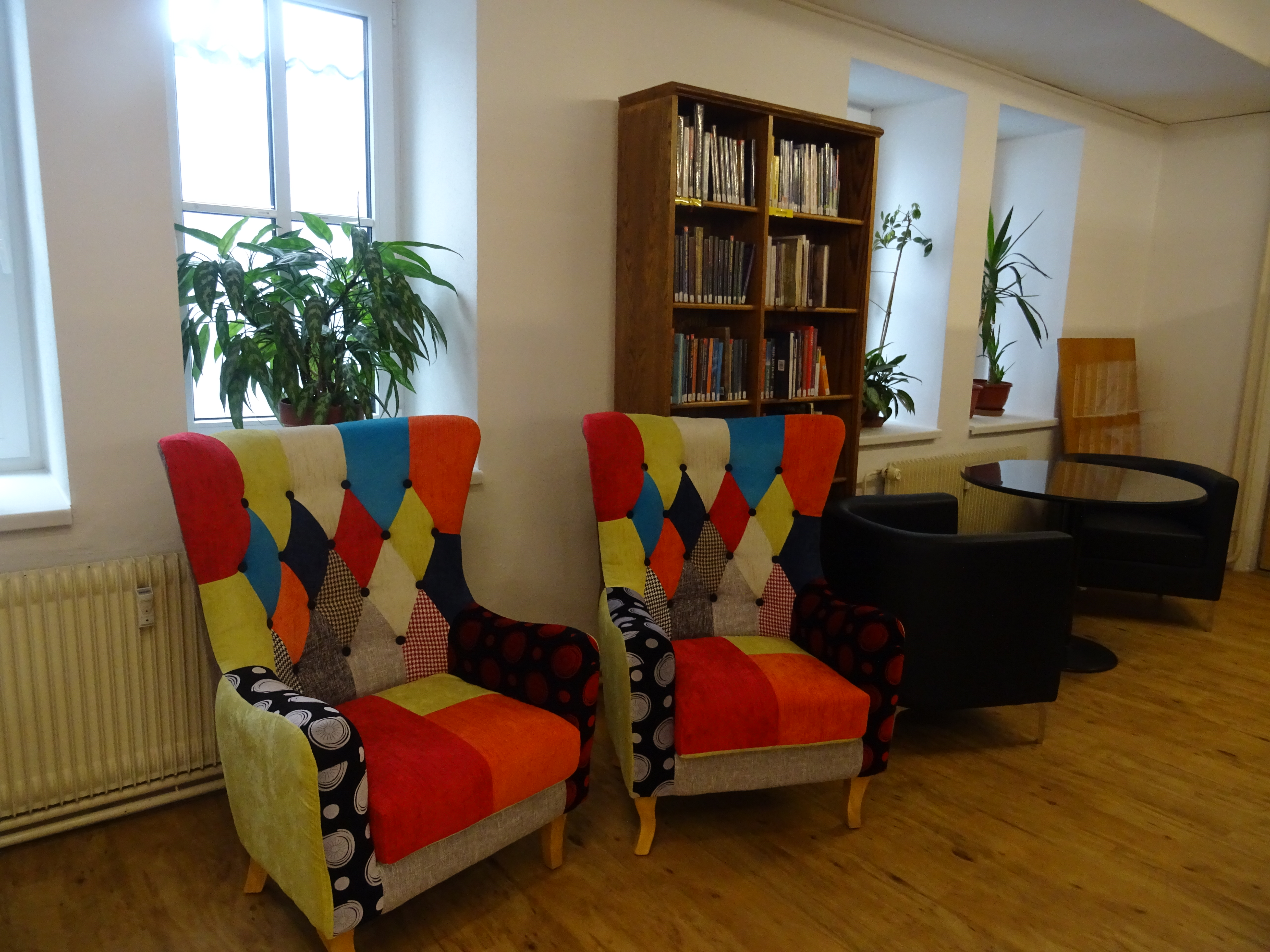
Čtenářský koutek pro dospělé
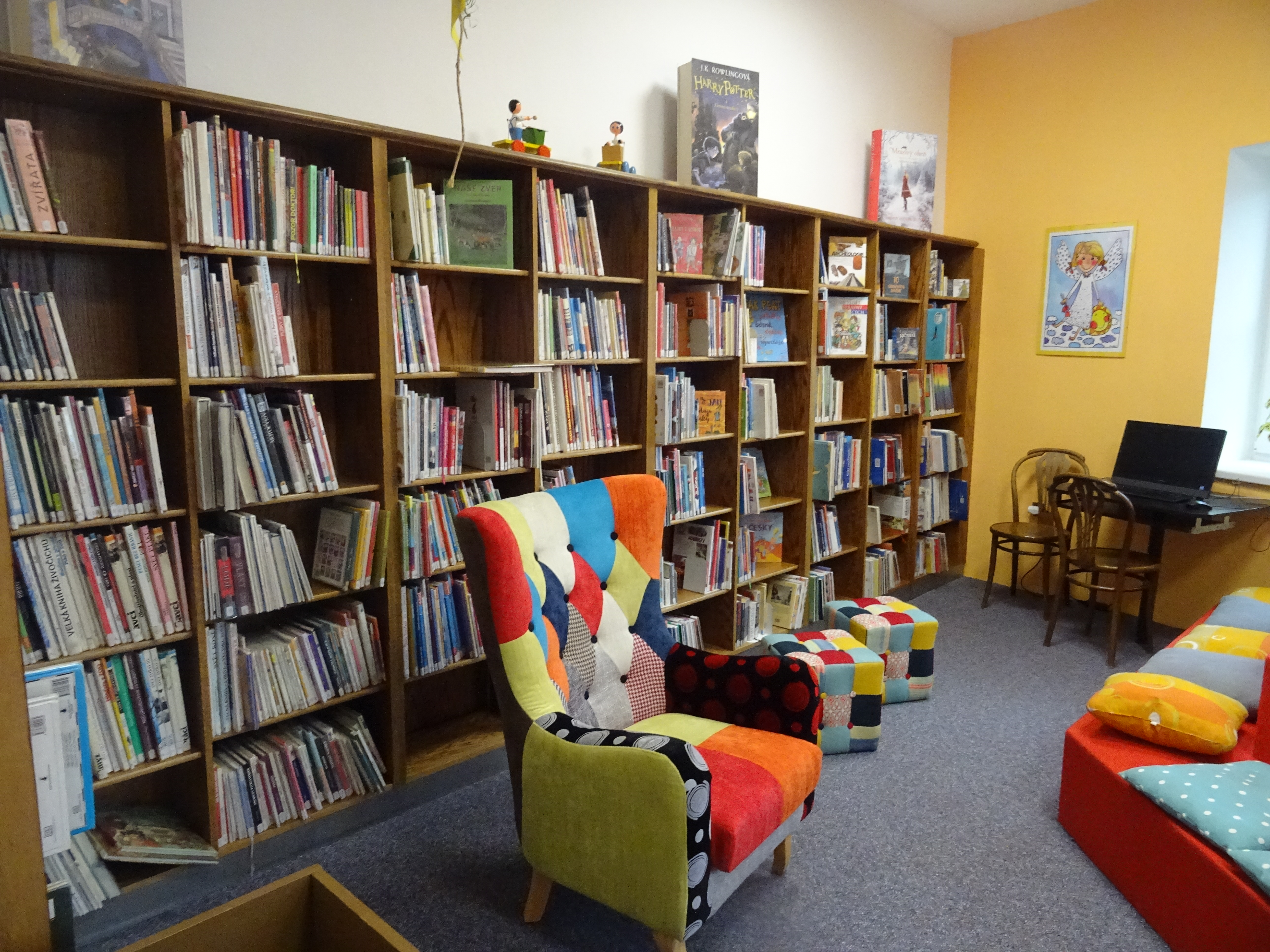
Místnost pro setkávání pro matky s dětmi
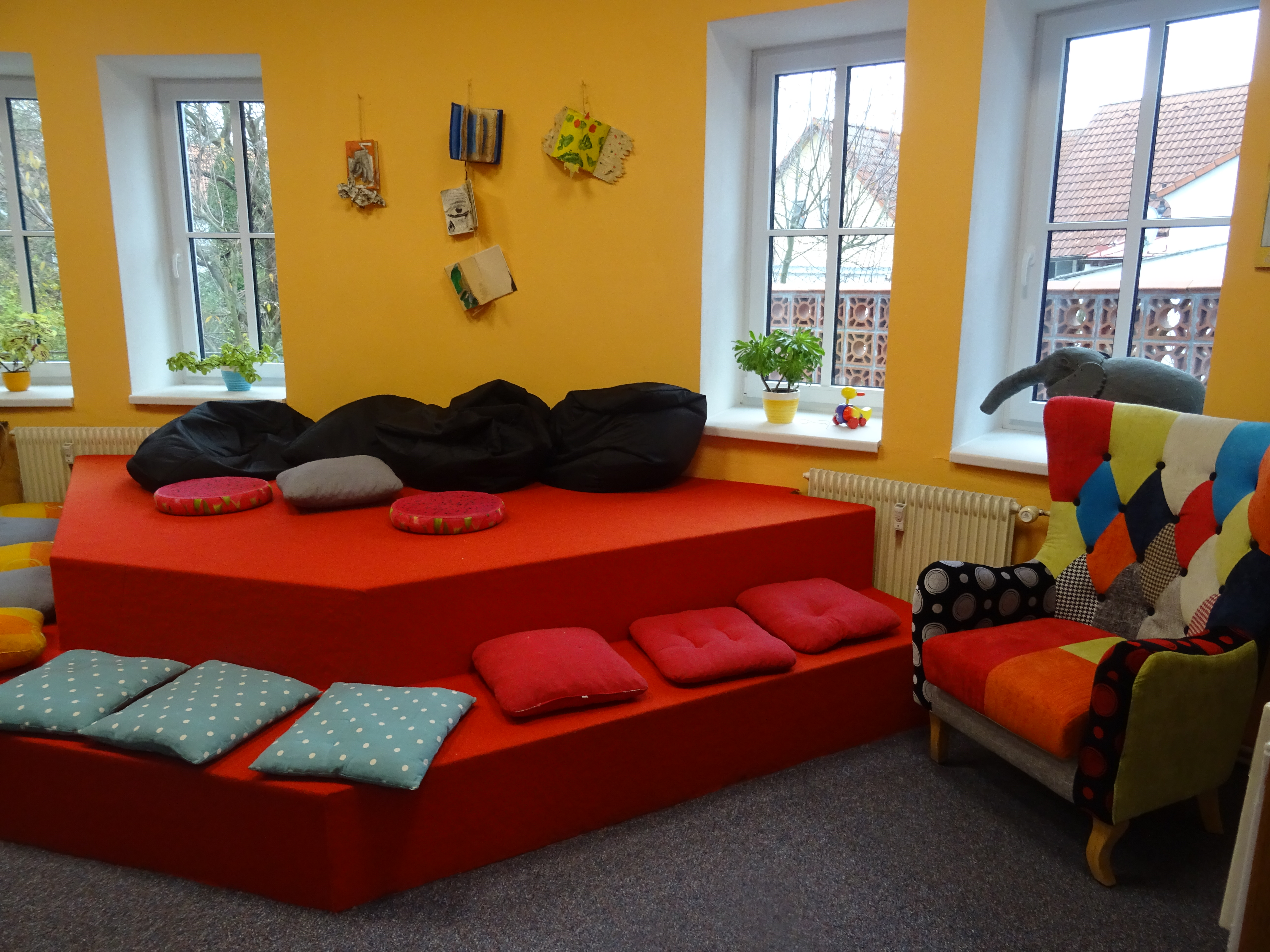
Místnost pro setkávání pro matky s dětmi 2
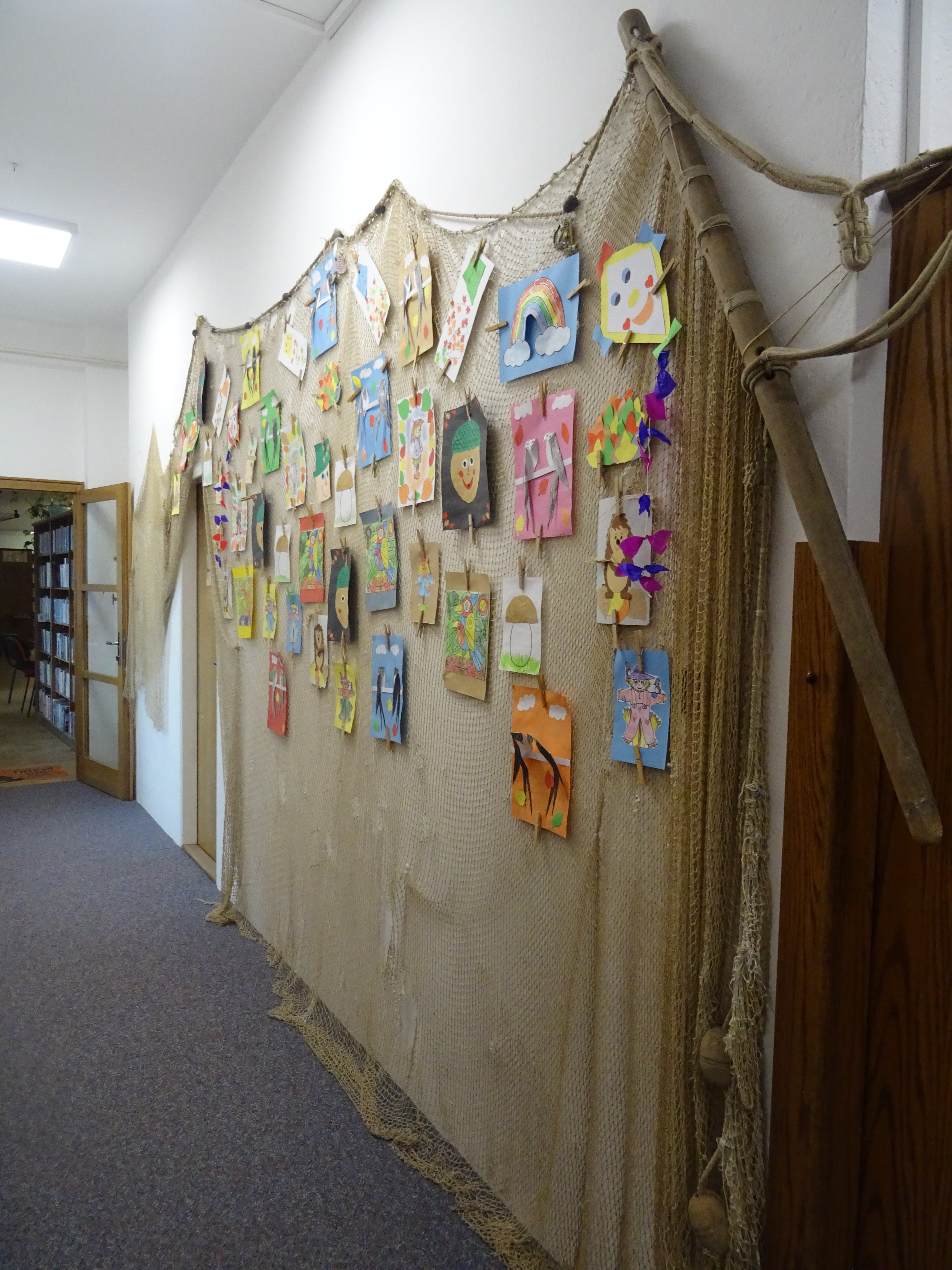
Výstava dětských prací
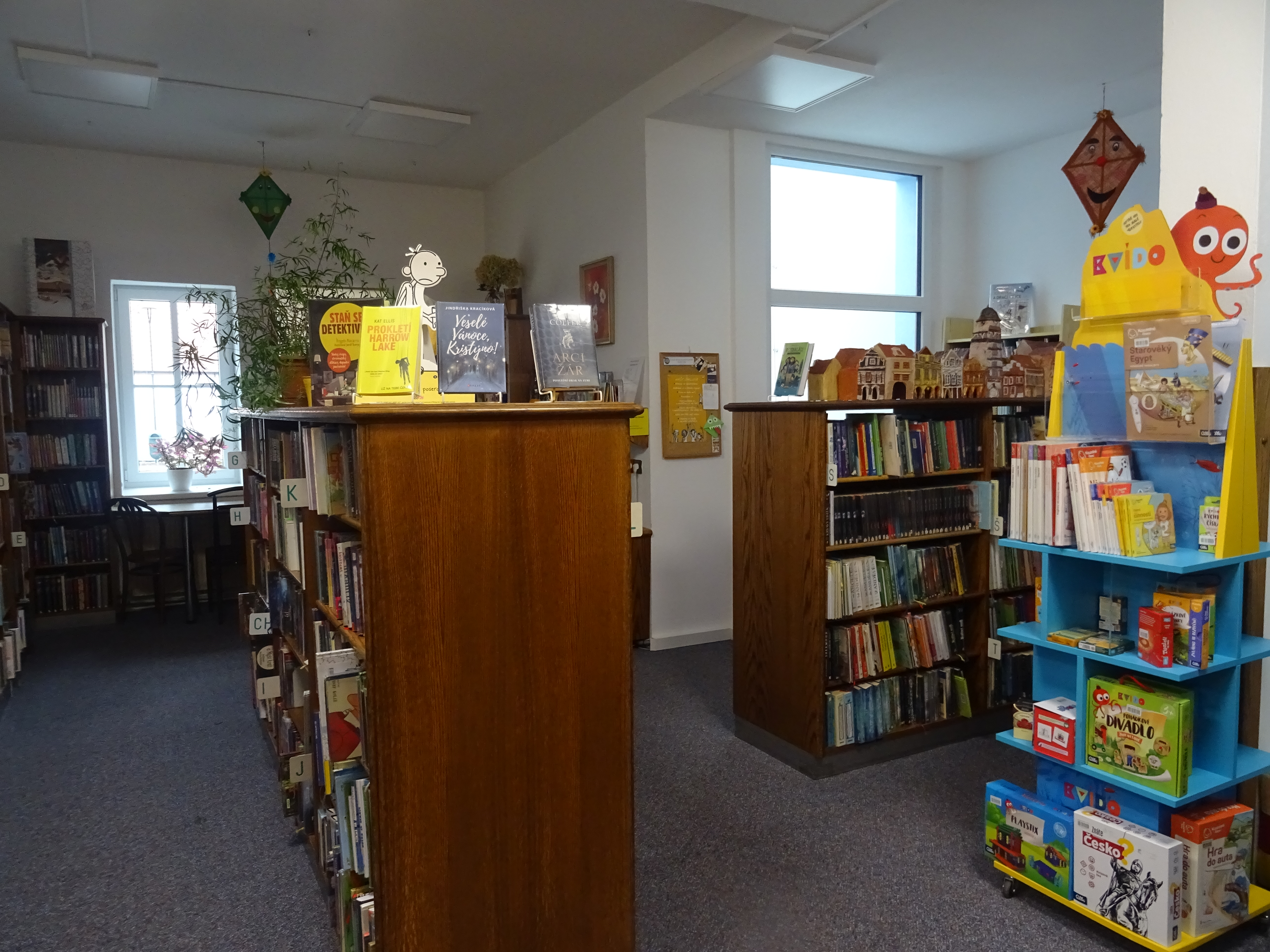
Dětské oddělení
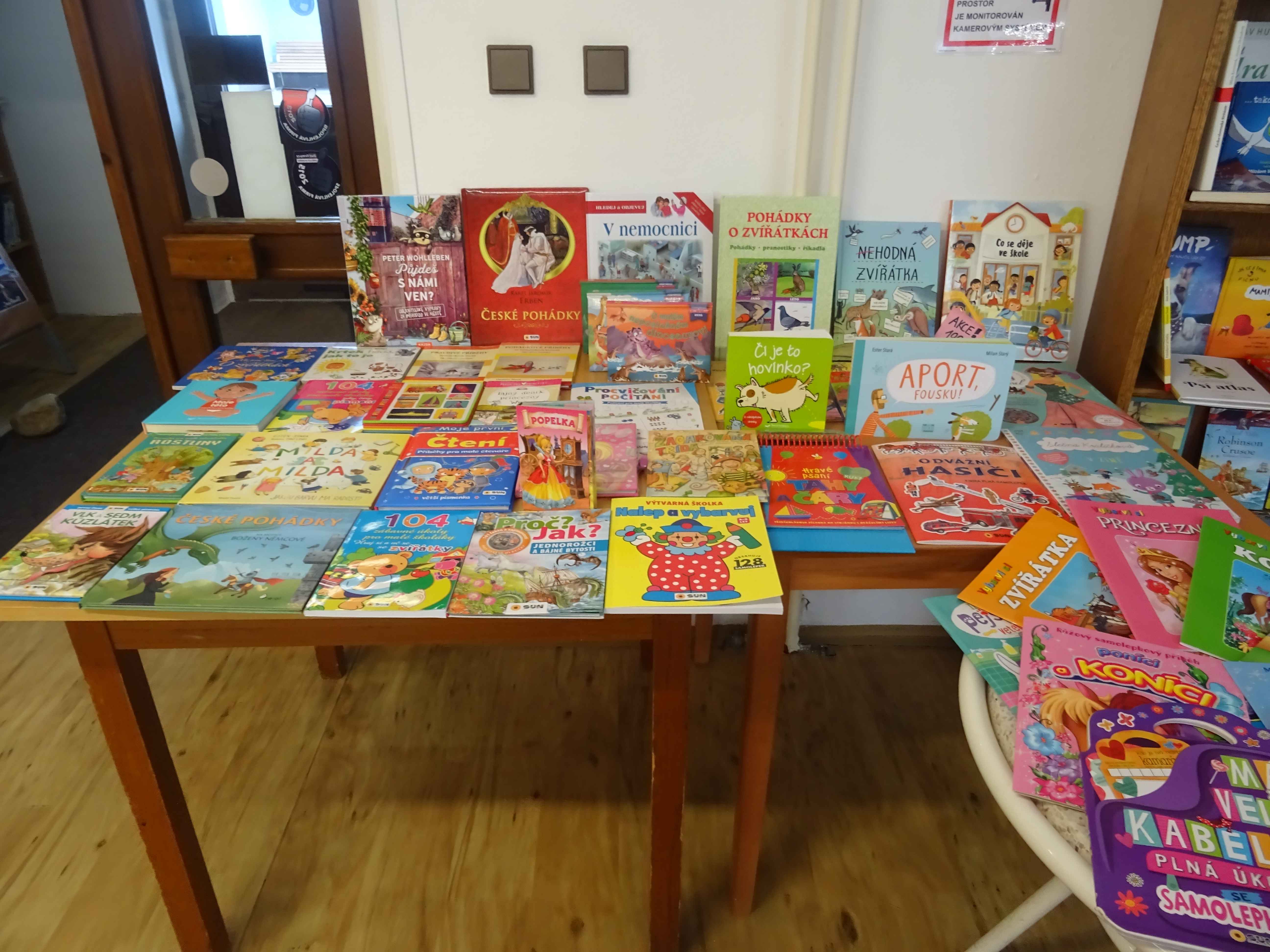
Nabídka nových knih pro děti